# Буффало (солдаты)
Буффало (англ. Buffalo Soldiers, то есть «бизоны») — неформальное прозвание военнослужащих 10-го кавалерийского полка в армии Соединённых Штатов, сформированного 21 сентября 1866 года в Форт-Ливенуорте, штат Канзас, и целиком состоявшего из солдат-афроамериканцев.
Прозвище было дано «негритянской кавалерии» индейскими племенами, с которыми она сражалась, но в конечном итоге стало синонимом всех афроамериканских полков, образованных в 1866 году:
- 9-й кавалерийский полк;
- 10-й кавалерийский полк;
- 24-й пехотный полк;
- 25-й пехотный полк.

Хотя некоторые афроамериканские полки были созданы в ходе Гражданской войны и сражались на стороне армии Союза (в том числе 54-й Массачусетский пехотный добровольческий полк), собственно солдаты-буффало были организованы решением Конгресса уже по окончании военных действий как первый «чёрный» полк регулярной армии США мирного времени.
Самый пожилой из этих солдат, Марк Мэттьюз, умер в возрасте 111 лет 6 сентября 2005 года. Он был похоронен на Арлингтонском кладбище.

## В культуре
- Песня Buffalo Soldier[англ.] группы Bob Marley & The Wailers из альбома Confrontation